# Whitewater Lake (Ogoki River)
Der Whitewater Lake ist ein See im Thunder Bay District im Nordwesten der kanadischen Provinz Ontario.
Der Whitewater Lake liegt zentral im Wabakimi Provincial Park. Er wird vom Ogoki River von 
Westen nach Nordosten durchflossen. Flussaufwärts liegen die Seen Wabakimi Lake und Kenoji Lake, flussabwärts der Whiteclay Lake und das Ogoki Reservoir. Der See hat eine Fläche von 105 km² und eine Länge von 33 km. Sein Einzugsgebiet umfasst etwa 11.200 km².
Der See gilt als gutes Angelgewässer für Glasaugenbarsch und Hecht.